# Jacinto Canek
Jacinto Canek, seudónimo de Jacinto Uc de los Santos, llamado también por algunos historiadores José Cecilio de los Santos Uc, nacido en San Francisco de Campeche en 1730 y fallecido en Mérida el 14 de diciembre de 1761, fue un líder indígena, «maya de raza pura», Protagonizó en Cisteil, el 19 de noviembre de 1761, una rebelión indígena contra el dominio español y murió ejecutado  tras suplicio al que fue sujeto por disposición del brigadier José Crespo y Honorato, gobernador español de Yucatán en turno.

## Datos biográficos
Nació en el barrio de San Román, en la ciudad de San Francisco de Campeche del estado mexicano de Campeche cuando este formaba parte de la Capitanía General de Yucatán.
Jacinto Uc de los Santos, conocido como Jacinto Canek (Kaan éekꞌ, que en lengua maya quiere decir serpiente negra o, serpiente de la estrella) tomó este apodo o coco kaba inspirado en el nombre recurrente de los gobernantes o jalach wíinik de los itzáes, quienes constituyeron el último reducto de la población maya, que terminó aislada y resistió a la conquista española, por casi ciento cincuenta años, hasta finales del siglo XVII, en Tayasal, en las inmediaciones del lago Petén Itzá, de donde habían originalmente salido, quince siglos antes, para poblar la península de Yucatán. El sobrenombre lo adoptó Jacinto Uc la víspera de la rebelión.
Jacinto fue formado por religiosos franciscanos en el convento mayor de la ciudad de Mérida; debido a su temperamento rebelde fue expulsado y se convirtió en tahonero. Inteligente, educado y audaz, asume el liderazgo de un movimiento espontáneo gestado por las condiciones de injusticia social y de sometimiento en que vivían los mayas en la época colonial en Yucatán.

## Rebelión de Cisteil
En el mes de noviembre de 1761, el día 19, tras unas festividades populares en el poblado de Cisteil, cerca de Sotuta en Yucatán, Canek desde el atrio de la iglesia incitó a los indígenas a levantarse contra los españoles. 

"Hijos míos muy amados: no sé que esperáis para sacudir el pesado yugo y servidumbre trabajosa en que os ha puesto la sujeción a los españoles; yo he caminado por toda la provincia y registrado todos sus pueblos, y considerando con atención qué utilidad o beneficio nos trae la sujeción de España [..] no hallo otra cosa que una penosa [..] servidumbre".
Jacinto Canek

Después de los acontecimientos en los que murieron numerosos soldados del ejército de la Capitanía General de Yucatán y también vecinos de la localidad de Cisteil, el líder maya cayó preso, y fue conducido a Mérida junto con los otros rebeldes. Ahí, él y sus colegas fueron ejecutados en la plaza pública el 14 de diciembre –menos de un mes después de la alzada–, después de juicio sumario, acusados de rebelión y actos sacrílegos, ya que se dijo que Canek había tomado la indumentaria de la virgen de la iglesia de Cisteil para coronarse rey de los mayas, gesto que dijeron se había confirmado por las versiones de los testigos mayas que fueron ajusticiados simultáneamente, previa confesión obtenida bajo suplicio.
Escribe don Justo Sierra O'Reilly en 1849, en su periódico El Fénix: 

"Se le hace pasar un suplicio de los más horrorosos que se leen en la historia, quemándose su cadáver y arrojando al aire sus cenizas; sus ocho compañeros fueron ahorcados dos días después y otros cien infelices fueron condenados a sufrir la durísima pena de doscientos azotes y la pérdida de la oreja derecha".

Todo esto con el claro propósito de que las penas sirvieran de escarmiento a la población maya de toda la región. Por ese entonces, la población blanca de Yucatán vivía atemorizada por constantes amagos de rebelión por parte de los mayas conquistados en el siglo XVI y sometidos desde entonces por sus dominadores. Posteriormente a la ejecución, el pueblo de Cisteil, íntegro, fue arrasado e incendiado por las tropas virreinales y finalmente cubierto de sal "para perpetua memoria de su traición".

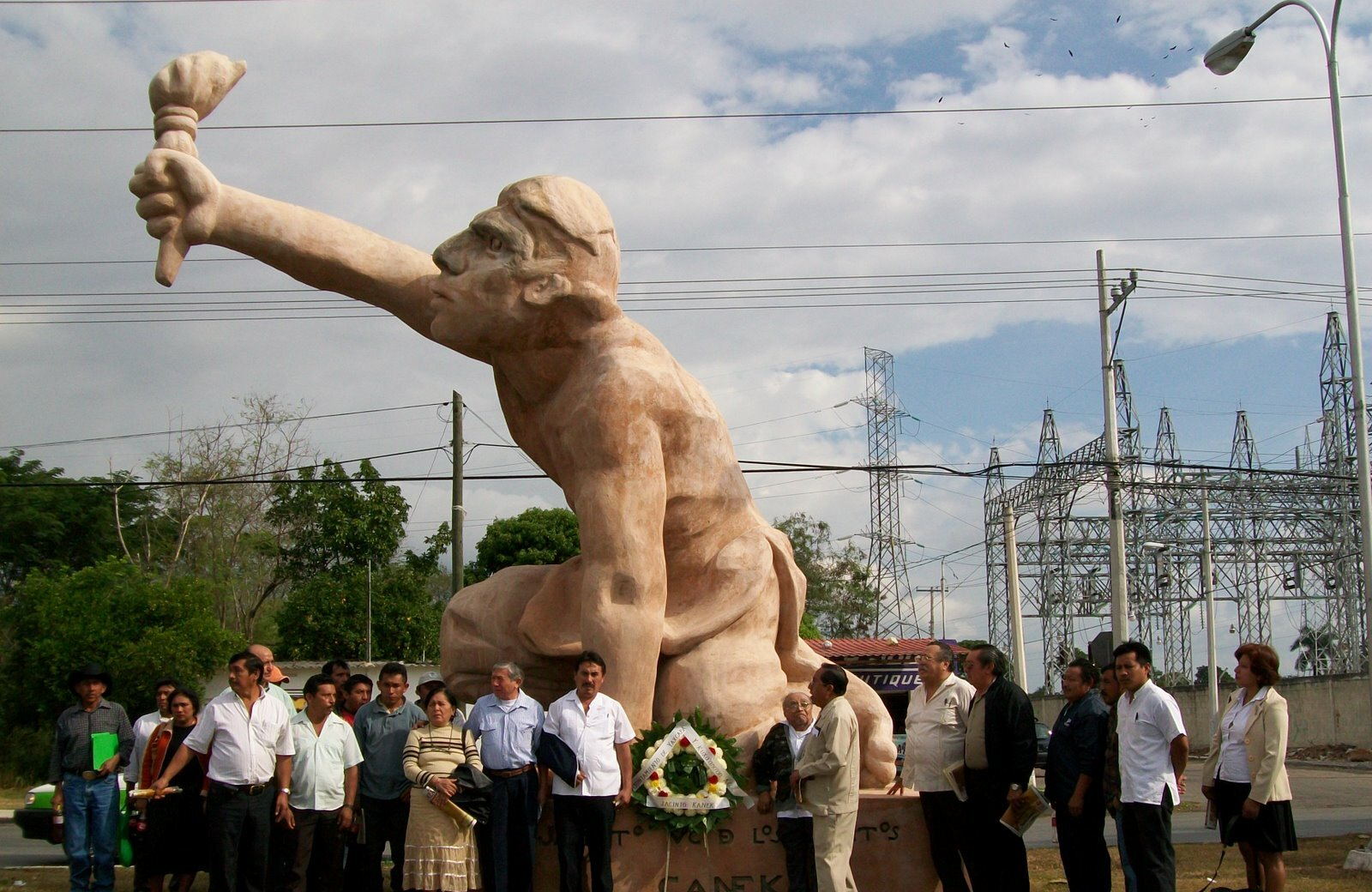
Estatua de Jacinto Canek en Mérida, Yucatán.

Este acontecimiento fue en cierta forma preludio de lo que ocurriría casi un siglo después, en 1847, cuando se inicia la Guerra de Castas en Yucatán y que no sería concluida sino sesenta años más tarde. Los sucesos fueron plasmados literariamente en la obra denominada Canek del escritor yucateco Ermilo Abreu Gómez.